# Sumata Kazuo
Kazuo Sumata (sinh ngày 1 tháng 5 năm 1973) là một cầu thủ bóng đá người Nhật Bản.

## Sự nghiệp câu lạc bộ
Kazuo Sumata đã từng chơi cho Sanfrecce Hiroshima và Tosu Futures.